# Francesco Beretta
Francesco Beretta (* um 1640 in Rom; † 6. Juli 1694 ebenda) war ein italienischer Organist, Komponist und Kapellmeister und Vorgänger von Paolo Lorenzani an der Cappella Giulia am Petersdom, der seinerseits ein Schüler von Orazio Benevoli war.

## Leben
Er erhielt seine musikalische Ausbildung an der Cappella Giulia durch Stefano Fabri junior (Sohn des Kapellmeisters der Cappella Giulia Stefano Fabri von 1599 bis 1601). Von 1657 bis 1664 wirkte er an der Kathedrale von Tivoli, ab 1664 an der Chiesa Santo Spirito in Sassia in Rom und anschließend als Kapellmeister beginnend am 21. September 1678 bis zu seinem Tode 1694 an der Cappella Giulia in Rom. 1675 wird er als „Don Franc. Beretti“ erwähnt. In dem Textbuch des Oratoriums „San Ermenegildo“ wird er 1678 als „Canonico regolare di S. Spirito e Maestro di capella della Basilica Vaticano di Roma“ – also im Range eines Regularkanonikers – erwähnt, womit er der Kapellmeister von St. Peter war.

## Werk
Es existiert eine Kopie einer Messe für 4 Chöre und 16 Stimmen von Beretta Missa mirabiles elationes maris, die von Marc-Antoine Charpentier gefertigt und ergänzt wurde, wobei Charpentier die Schwäche seines Kontrapunktes bemängelt haben soll. Diese Abschrift befindet sich heute in der französischen Nationalbibliothek von Paris. Ein Dies iste celebratur soll für den Kardinal M. Santacroce, Bischof von Tivoli, im Jahre 1558 entstanden sein anlässlich einer Votiv-Weihe. Es soll eine Aufnahme dieses Werkes geben. Er verfasste zahlreiche geistliche Werke wie Antiphone, Offertorien und Messen. Er galt als dem römischen Stil verpflichtet.
Eine weitere Auswahl von Werken in Bezug auf den Verleger Giovanni Battista Caifabri ist:
- San Ermenegildo, Oratorium[6]
- Scelta de’ motetti a due e tre voci, composti da diversi eccellentissimi Autori… parte seconda, A. Belmonte, 1667
- Scelta di mottetti sacri raccolti da diversi eccellentissimi autori… , Rom 1667
- Arch. del Capitolo di S. Pietro, Cappella Giulia, arm. 20-23, misc XCI, 429: Cantori della Cappella Giulia, fasc. Maestri di Cappella di San Pietro, s.n. di ff., s.d., 1678
- Salmi vespertini a quattro voci concertati e brevi con l’organo per tutte le feste dell’anno…, 1683
- Lauda Ierusalem a quattro voci, concertato e breve con organo, 1683